# Préjano
Préjano ist ein Ort und eine nordspanische Gemeinde (municipio) mit 223 Einwohnern (Stand: 2024) im Osten der Autonomen Gemeinschaft La Rioja.

## Lage und Klima
Die Gemeinde Préjano liegt am Ufer des Río Ruesca ca. 45 km (Fahrtstrecke) südöstlich von Logroño in einer Höhe von ca. 710 m. Das Klima ist gemäßigt bis warm; Regen (ca. 683 mm/Jahr) fällt übers Jahr verteilt.

## Bevölkerungsentwicklung
| Jahr      | 1970 | 1981 | 1991 | 2001 | 2011 | 2021 |
| Einwohner | 366  | 267  | 220  | 205  | 266  | 209  |

Infolge der Landflucht als Folge der Mechanisierung der Landwirtschaft ist die Zahl der Einwohner seit Beginn des 20. Jahrhunderts deutlich gesunken.

## Wirtschaft
Umland und Ort waren und sind in hohem Maße landwirtschaftlich geprägt. Seit den letzten Jahrzehnten des 20. Jahrhunderts spielt auch der Tourismus eine nicht unbedeutende Rolle.

## Sehenswürdigkeiten
- Sauriertrittsiegel von Valdemurillo

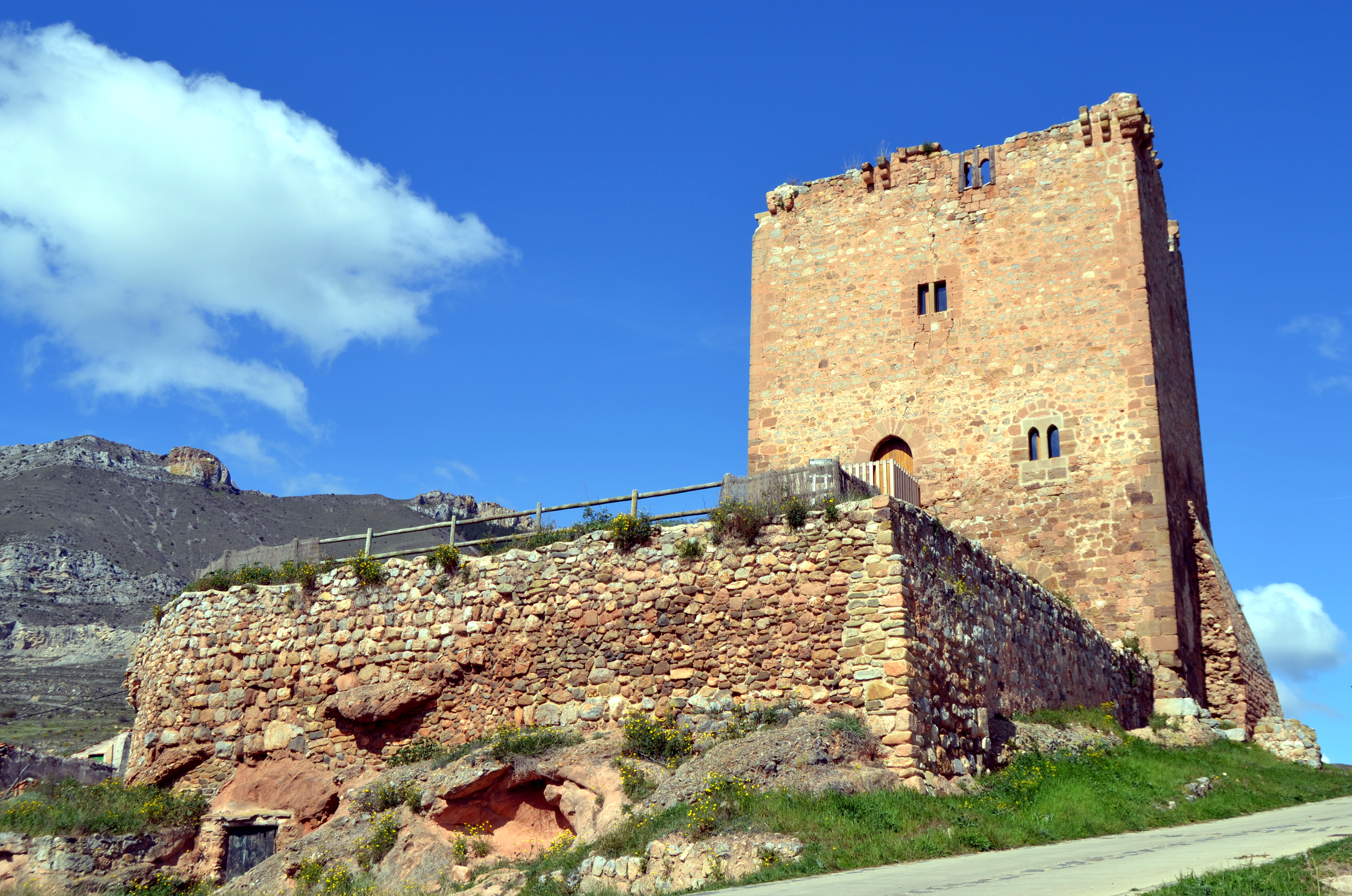
Burgruine
- Stephanuskirche
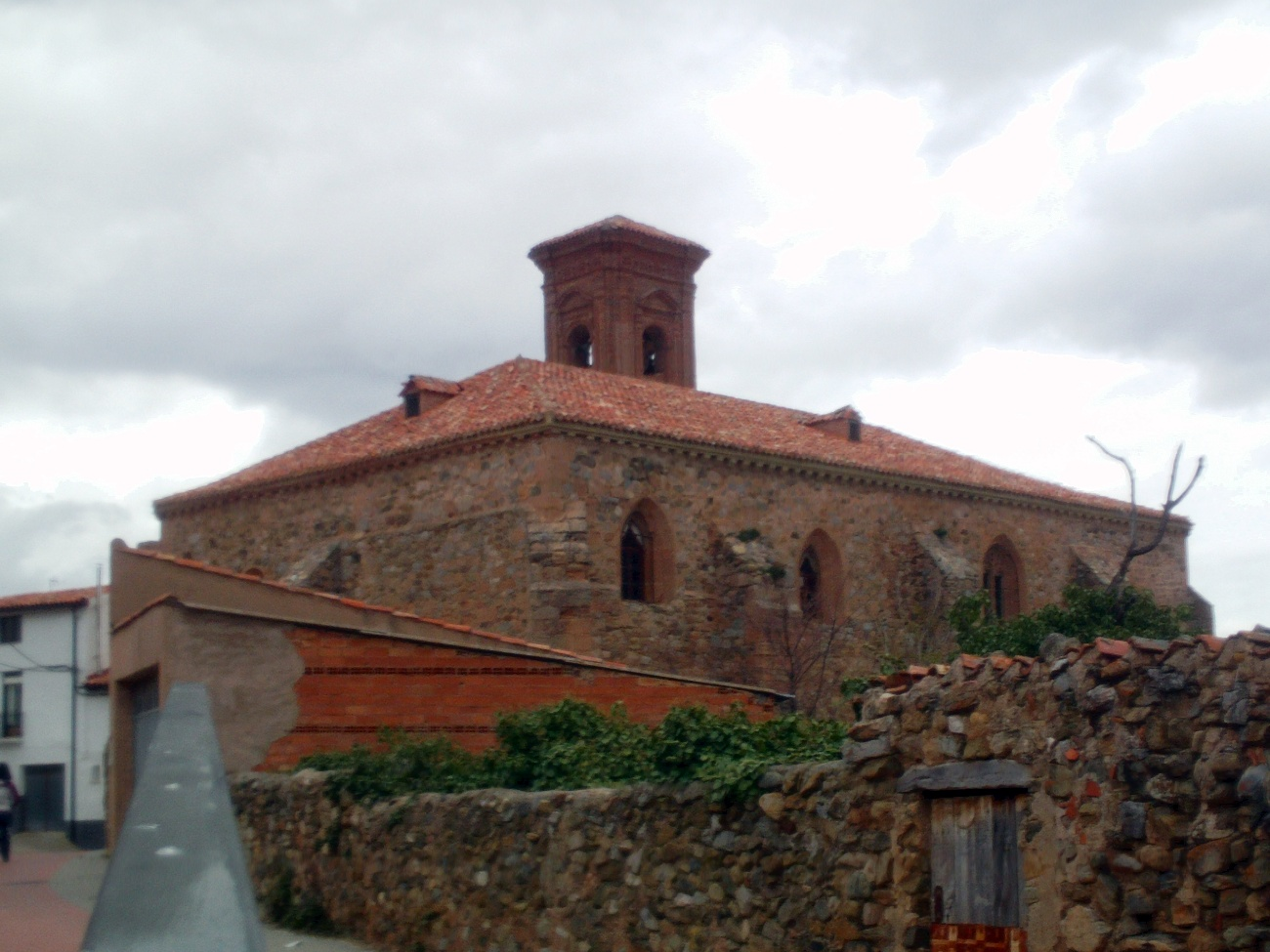
Michaeliskirche
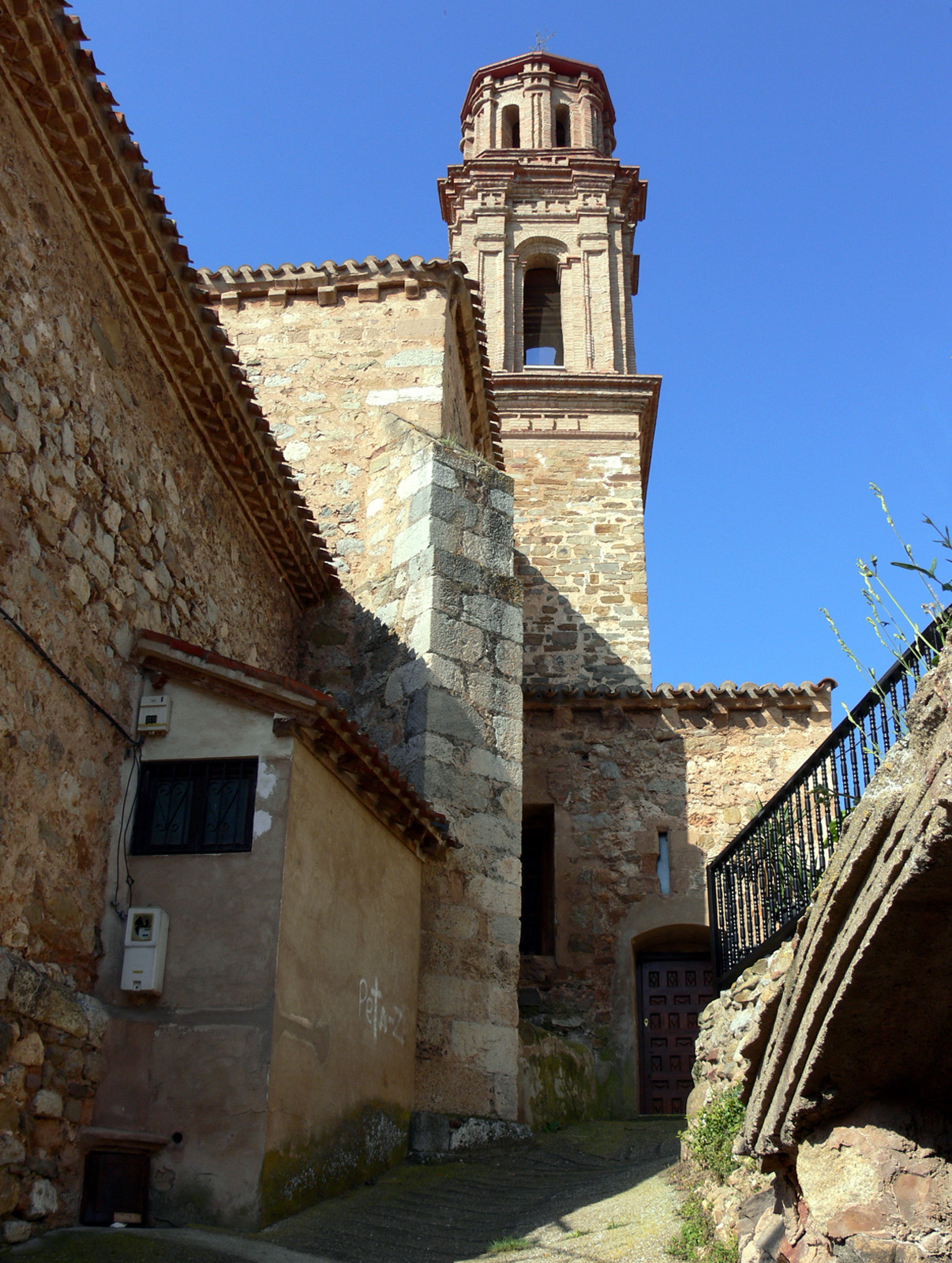
Stephanuskirche

- Christuskapelle
- Uhrenturm

- Burgruine
- Michaeliskirche
- Stephanuskirche